# Genuine Progress Indicator

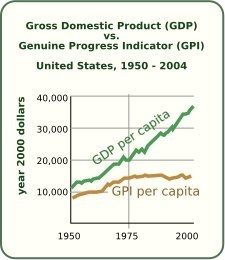

Il Genuine Progress Indicator (GPI), letteralmente "indicatore del progresso autentico" è un indice innovativo, che misura lo sviluppo economico, integrando nella sua analisi i fattori ambientali e l'inquinamento creato, o evitato, dall'attività d'impresa. Tale indice è usato nell'economia verde e nell'economia di assistenza sociale, con il quale si ottengono informazioni non rilevabili dal PIL.
I fautori di questo indice sostengono che il GPI è una misura più attendibile del progresso economico, poiché considera tra i parametri fondamentali anche il consumo delle risorse naturali, il loro mancato o presente rinnovamento nel corso del tempo. 
Di conseguenza, il GPI sarà zero se i costi economici, ad esempio, dell'inquinamento uguagliano i ricavi nella produzione di beni e di servizi, rimanendo invariati gli altri fattori. L'indice è infatti calcolato distinguendo tra spese "positive" (che aumentano il benessere, come quelle per beni e servizi) e "negative" (ad esempio i costi di criminalità, inquinamento, incidenti stradali). A differenza del PIL, pur non registrando flussi monetari, questo indice prende anche in considerazione tutte quelle attività che contribuiscono ad accrescere il benessere di una società, per esempio il lavoro delle casalinghe o del volontariato.

## Motivazioni
La maggior parte degli economisti valuta il progresso nel benessere dei popoli, confrontando il Prodotto Interno Lordo nel corso del tempo, ossia, confrontando la somma del valore annuale di tutti i beni e servizi prodotti all'interno di un paese negli anni successivi.
Infatti tale indice è inteso come valore della produttività e/o del consumismo. Di fatto sopravvaluta la produzione ed il consumo di merci e servizi, escludendo il miglioramento del benessere umano. Simon Kuznets, l'inventore del concetto del PIL, nota nel suo primissimo rapporto al congresso degli Stati Uniti nel 1934:
In realtà una misura sufficiente del progresso umano deve anche considerare la capacità della natura a fornire i servizi, soprattutto in funzione della sua capacità di rinnovamento. Questi concetti fanno parte di un ideale più complesso e evoluto di progresso, che va oltre la tradizionale ed esclusiva stima della produzione industriale.
Inoltre Irving Fisher nel 1906 aveva intuito che "il benessere economico dipende dal godimento psichico della vita non appena sono disponibili i beni".

### Fondamenti teorici
La necessità del GPI di completare o sostituire gli indicatori quale il PIL è stata evidenziata dalle analisi dello sviluppo economico degli anni '80. Secondo alcuni economisti, all'inizio degli anni '90 vi era la diffusa considerazione che lo sviluppo della massa monetaria iniziava a riflettere una perdita del benessere umano e psicologico.
Questo concetto è il punto principale di contrasto tra i fautori dell'economia verde e i fautori dell'economia neoclassica. Gli economisti neoclassici sono consapevoli delle limitazioni del PIL nella misurazione del benessere umano, tuttavia considerano il PIL come un importante, benché imperfetto misuratore della crescita economica. Tuttavia il PIL tende ad essere segnalato come sinonimo del progresso economico dai giornalisti e dai politici, mentre GPI cerca di correggere questa semplificazione fornendo una misurazione più equilibrata.
Alcuni economisti, principalmente Herman Daly, John Cobb e Philip Lawn hanno affermato che l'incremento della produzione dei beni, e la conseguente espansione dei servizi, hanno entrambi costi e benefici, non solo benefici, che contribuiscono al PIL. Inoltre affermano che in alcune situazioni, tale espansione danneggia la salute, la cultura ed il benessere del popolo. Secondo questa visione, lo sviluppo che si crea violando l'ambiente e le sue risorse, e, in alcuni casi rendendo impossibile il suo rinnovamento, deve essere considerato negativo.
L'economista Manfred Max-Neef ha introdotto il concetto di "soglia ipotetica" : quando i sistemi macroeconomici si espandono oltre un determinato limite, i benefici supplementari dello sviluppo vengono superati dai relativi costi dovuti all'eccessivo consumo delle risorse naturali, al crimine, alla riduzione del buco dell'ozono, ecc..
Secondo il modello di Lawn, il costo dell'attività economica comprende i seguenti effetti nocivi:
- Costo per la riduzione delle risorse naturali
- Costo del crimine
- Costo per l’aumento del buco nell'ozono
- Costo della disgregazione familiare
- Costo dell'inquinamento dell'aria, dell'acqua e del rumore
- Diminuzione della superficie arabile
- Diminuzione delle aree umide

Anche l'analisi dell'economista Robert Costanza sugli sconvolgimenti naturali e i loro costi mostrava, intorno al 1995, che un notevole degrado delle capacità naturali era causato in nome del profitto. È vero, il PIL cresceva, ma tale crescita causava un grave rischio nel lungo periodo sotto forma di calamità naturali, di riduzioni degli utili, di perdita della biodiversità, di inquinamento delle acque, ecc.
Tali effetti si sono maggiormente evidenziati nelle zone che hanno sofferto un disboscamento intensivo, come ad Haiti, in Indonesia ed alcune regioni costiere dell'India e del Sudamerica. Un esempio: la crescita intensiva dei gamberi in acquacoltura ha provocato la distruzione delle mangrovie e trasformato le coste in terre salate inutili all'agricoltura, ma hanno generato un significativo profitto per coloro che potevano controllare il mercato dell'esportazione dei gamberi.
Il GPI tiene conto di questi problemi incorporando nel calcolo il concetto di sostenibilità: se l'attività economica di una nazione per un anno è stata migliore o peggiore della capacità futura di ripetere, nel lungo termine, almeno lo stesso livello di attività economica. Per esempio, l'attività agricola che recupera le risorse idriche, tramite lo scolo del fiume, avrà un più alto GPI di quella attività agricola che abbassa drasticamente il livello delle acque d'irrigazione pompandola esclusivamente dai pozzi.
John Hicks (1946) ha precisato che lo scopo pratico di calcolo del reddito è di indicare la quantità massima che la gente può produrre e consumare senza insidiare la capacità di produzione e consumo per il futuro.

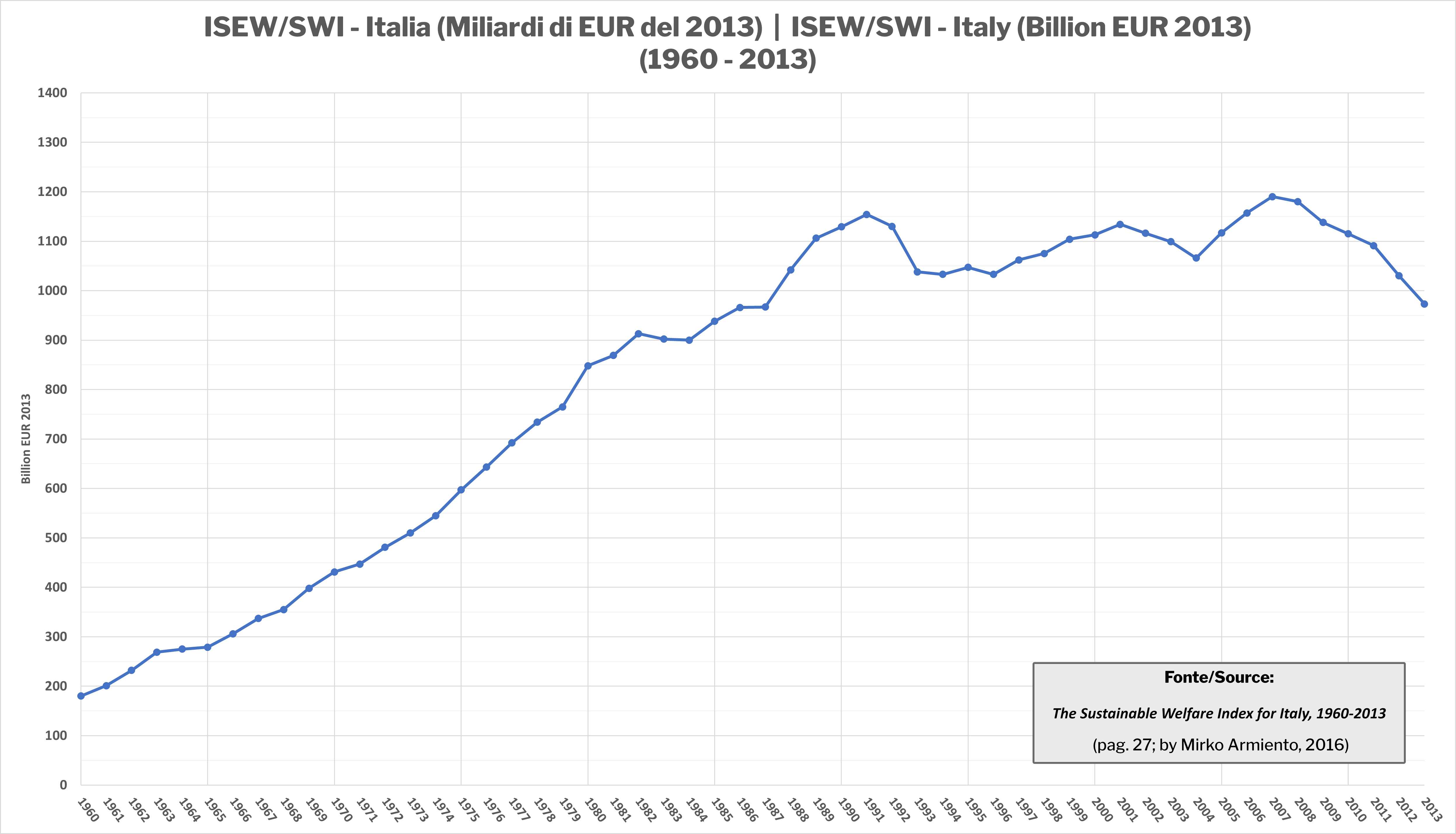
SWI dell'Italia (1960 - 2013), in miliardi di euro costanti del 2013.

### Risultati
L'indice, che deriva dall'ISEW, è stato proposto nel 1994 ed è frutto dello studio di un gruppo di ricercatori ed economisti, tra cui Herman Daly, John Cobb e Philip Lawn.
Almeno undici paesi (tra cui Canada, Paesi Bassi, Austria, Inghilterra, Svezia e Germania) hanno ricalcolato il loro prodotto interno lordo usando il GPI. I dati, per i paesi UE e USA, mostrano che mentre il PIL è cresciuto negli ultimi decenni, il GPI è aumentato solo fino ai primi anni settanta, dopodiché ha iniziato a decrescere.

#### Italia (SWI)
In Italia è stato fatto un primo studio generale sul GPI (declinato come SWI, "Sustainable Welfare Index") dall'economista Mirko Armiento, su dati che vanno dal 1960 al 2013: fino al 1991 l'SWI è cresciuto costantemente, per poi stagnare fino al 2007 (anno di picco massimo: 1190 miliardi di euro), per poi ancora cominciare a decrescere.